# 4ª Divisione CC.NN. "3 gennaio"
La 4ª Divisione CC.NN. "3 gennaio" era una divisione italiana della Milizia Volontaria per la Sicurezza Nazionale (MVSN), che fu impiegata nella Guerra d'Etiopia e poi nella Campagna del Nordafrica durante la seconda guerra mondiale. Venne distrutta nel gennaio 1941 nell'ambito dell'Operazione Compass.
Il nome "3 gennaio" le venne dato in quanto il 3 gennaio 1925 Mussolini tenne alla camera il discorso col quale viene, generalmente, fatto coincidere l'inizio del regime.

## Storia
La divisione fu costituita il 25 giugno 1935 al comando del Tenente generale Alessandro Traditi e, dopo un intenso periodo di addestramento, il 30 ottobre la divisione si imbarcò per Massaua per partecipare alla conquista dell'Etiopia. Tra il 10 ed il 19 febbraio è protagonista, insieme alla 5ª Divisione alpina "Pusteria", della vittoriosa battaglia dell'Amba Aradam.
Nel 1940, la divisione è alla dipendenze della 10ª Armata sul fronte nordafricano, dove partecipa alla prima offensiva di Graziani. Ad ottobre risulta dislocata nei pressi di El Adem, mentre a dicembre presidia Sidi el Barrani. Qui durante l'Operazione Compass, insieme alla 1ª Divisione libica, resiste all'assalto della 16ª Brigata inglese (della 4ª Divisione indiana) fino al completo annientamento, permettendo alle unità italiane di ripiegare.

## Ordine di Battaglia del 1935
- 101ª Legione CC.NN. "Sabauda" (Torino)
  - CI battaglione CC.NN. (Torino)
  - CII battaglione CC.NN. (Torino)
  - 101ª compagnia mitraglieri CC.NN. (Torino)
  - 101ª batteria sommeggiata CC.NN. (Torino)
- 104ª Legione CC.NN. "Santorre di Santarosa" (Alessandria)
  - CIV battaglione CC.NN. "Santorre di Santarosa" (Alessandria)
  - CXI battaglione CC.NN. "Monferrato" (Casale Monferrato)
  - 104ª compagnia mitraglieri CC.NN. (Alessandria)
  - 104ª batteria sommeggiata CC.NN. (Alessandria)
- 215ª Legione CC.NN. "Cimino" (Viterbo)
  - CCXV battaglione CC.NN "Cimino" (Viterbo)
  - CCXX battaglione CC.NN. "Giulio Cesare" (Roma)
  - 215ª compagnia mitraglieri CC.NN. (Viterbo)
  - 215ª batteria sommeggiata CC.NN. (Viterbo)
- 2 battaglioni complementi CC.NN.
- 4º battaglione mitraglieri CC.NN.
- 4º gruppo cannoni 65/17
- 4ª compagnia speciale mista Genio (CC.NN. e Regio Esercito)
- 4ª Sezione CC.RR.
- Ufficio Commissariato
- 4ª Sezione Sanità
- 4ª Sezione Sussistenza
- 4º Autoreparto misto (CC.NN. e R.E.)
- 4º Reparto salmerie divisionali

## Ordine di Battaglia del 1940
- Comando di Divisione
- 250ª Legione CC. NN.
  - CL battaglione CC.NN. "G. Carli" (Barletta)
  - CLIV battaglione CC.NN. "D. Mastronuzzi" (Taranto)
  - CLVI battaglione CC.NN. "Lucania" (Potenza)
- 270ª Legione CC. NN.
  - CLXX battaglione CC.NN. "Agrigento" (Agrigento)
  - CLXXII battaglione CC.NN. "Enna" (Enna)
  - CLXXIV battaglione CC.NN. "Segesta" (Trapani)
- 204º Reggimento artiglieria del Regio Esercito
- 1 batteria cannoni d'accompagnamento da 65/17
- 1 batteria artiglieria contraerea
- 4ª compagnia CC.NN. anticarro da 47/32
- 1 compagnia mortai da 81
- 204º battaglione CC.NN. mitragliatrici
- 204º battaglione misto genio (CC. NN. e Regio Esercito)
- Servizi divisionali

## Comandanti
- Generale Fabio Merzari (1940)